# Nanocladius distinctus
Nanocladius distinctus är en tvåvingeart som först beskrevs av Malloch 1915.  Nanocladius distinctus ingår i släktet Nanocladius och familjen fjädermyggor. Arten har ej påträffats i Sverige. Inga underarter finns listade i Catalogue of Life.